# Winter Vinecki
Winter Vinecki (* 18. Dezember 1998 in Grand Rapids, Michigan) ist eine US-amerikanische Freestyle-Skierin. Sie ist auf die Disziplin Aerials (Springen) spezialisiert.

## Werdegang
Vinecki startete im Dezember 2012 in Park City erstmals im Nor-Am-Cup und belegte dabei die Plätze 13 und zehn. Bei den Juniorenweltmeisterschaften 2014 in Chiesa in Valmalenco wurde sie Fünfte und bei den Juniorenweltmeisterschaften 2015 Siebte. In der Saison 2015/16 gewann sie mit drei Siegen und einen zweiten Platz die Gesamtwertung und die Aerials-Disziplinenwertung des Nor-Am-Cups. Ihr Debüt im Weltcup hatte sie im Januar 2017 in Lake Placid, das sie auf dem 17. Platz beendete. Im April 2017 holte sie bei den Juniorenweltmeisterschaften die Silbermedaille. In der Saison 2018/19 errang sie mit drei Top-Zehn-Platzierungen, den siebten Platz im Aerials-Weltcup. Im Januar 2019 wurde sie US-amerikanische Meisterin. Beim Saisonhöhepunkt, den Weltmeisterschaften 2019 in Park City sprang sie auf den 18. Platz. In der folgenden Saison erreichte sie mit drei Top-Zehn-Platzierungen, den zehnten Platz im Aerials-Weltcup.

## Erfolge

### Weltmeisterschaften
- Park City 2019: 18. Aerials

### Weltcupwertungen
| Saison  | Gesamt | Gesamt | Aerials | Aerials |
| Saison  | Platz  | Punkte | Platz   | Punkte  |
| ------- | ------ | ------ | ------- | ------- |
| 2016/17 | 119.   | 8,57   | 60.     | 25      |
| 2017/18 | 222.   | 0,33   | 40.     | 2       |
| 2018/19 | 35.    | 31,2   | 7.      | 156     |
| 2019/20 | 53.    | 24     | 10.     | 168     |

### Nor-Am Cup
- Saison 2015/16: 1. Gesamtwertung, 1. Aerials-Disziplinenwertung
- 13 Podestplätze, davon 5 Siege

### Weitere Erfolge
- US-amerikanischer Meistertitel (2019)